# Cartoon Network Arábia
A Cartoon Network Arábia (arabul: كرتون نتورك بالعربية) a Cartoon Network rajzfilmadó arab adásváltozata. Külön változatként 2010. október 10-én 10 óra 10 perckor kezdett sugározni, de a régióban már 1993. szeptember 17-e óta elérhető a csatorna. Az induláskor a Turner Broadcasting System (a tulajdonos) új irodát nyitott az Egyesült Arab Emírségekben, Dubajban. A csatorna FTA-csatorna, azaz ingyenesen fogható. A csatorna elsősorban az arab országokban érhető el arabul, de mivel ingyenesen fogható, akár Magyarországon is lehet fogni.
2012 márciusában elérhetővé vált nagy felbontásban is.

## Műsorok
Nagyrészt azokat a műsorokat sugározza, mint a magyar Cartoon Network, de néhány arab rajzfilmsorozatot is és vetélkedőket is ad, mint a Skatoony és a Ben 10: A legnagyobb kihívás. Műsorának része az óvodásoknak szóló Cartoonito blokk is.